# Margaret Chase Smith
Margaret Madeline Chase Smith (Skowhegan, 14 de dezembro de 1897 – Skowhegan, 29 de maio de 1995) foi uma política norte-americana. Filiada ao Partido Republicano, Smith foi Representante dos Estados Unidos (1940–49) e Senadora pelo Maine (1949–73). Foi a primeira mulher a servir em ambas as casas do Congresso dos Estados Unidos, e a primeira a representar o Maine tanto na Câmara dos Representantes quanto no Senado. Uma republicana moderada, foi uma das primeiras a criticar as táticas do Macartismo em seu discurso de 1950, a "Declaração de Consciência".
Smith foi uma candidata para a indicação republicana na eleição presidencial de 1964. Apesar de não ser escolhida, foi a primeira mulher a ser votada para a presidência na convenção de um partido principal. Ao deixar o Senado, era a Senadora com maior duração de mandato na história, uma distinção que não foi superada até janeiro de 2011, quando Barbara Mikulski foi empossada para seu quinto mandato. Até à data, o mandato de Smith é o mais longevo para uma republicana.